# Даніела Годрова
Даніела Годрова (чеськ. Daniela Hodrová; 5 липня 1946 — 30 серпня 2024) — чеська письменниця й літературознавиця.

## Біографія
Даніела Годрова народилась у Празі 5 липня 1946 року  Закінчила аспірантуру з французької мови та літератури.  У 1972–1975 роках працювала редактором слов’янської літератури у видавництві „Одеон”. З 1975 року Даніела Годрова працювала в Інституті чеської літератури Академії наук (до 1993 р. відомий як Інститут чеської та світової літератури Чехословацької академії наук), де зараз вона є старшим науковим співробітником. 

## Творчість
Її романи містять дослідження  літературознавця. Їх класифікують на римську реальність та римську винахідливість, відзначаючи новаторську теорію про значення та форми ініціативної сюжетної лінії в літературному творі". Годрова найбільш відома завдяки трилогії під назвою "Місто мук", у складі якої своєрідні «празькі романи, які мають на меті емблематично передати геніальні локації цього центральноєвропейського міста, в історії якого Годрова виділяє трагічні риси». 
Дві її книги перекладені англійською мовою, Прага, я бачу місто ..., у 2011 р.  Девідом Шортом та Королівство душ, у 2015 р. перекладено Веронікою Фіркусні та Оленою Сокол, обидві видані видавництвом Jantar.   

## Твори

### Проза
- У двох особах/ Podobojí, Severočeské nakladatelství, 1991
- Ляльки/ Kukly, Práce, 1991
- Тета/ Théta, Československý spisovatel, 1991
- І стало місто …/ Město vidím…, Euroslavica, 1992 (літературний путівник)
- Іванів день/ Perunův den, Hynek, 1994
- Ztracené děti, Hynek, 1997
- Місто мук/ Trýznivé město, Hynek, 1999 (романна трилогія)
- Komedie, Torst, 2003
- Citlivé město, Akropolis, 2006
- Vyvolávání, Malvern, 2010
- Točité věty, Malvern, 2015

### Наукові праці
- Hledání románu, Československý spisovatel, 1989
- Román zasvěcení, H+H, 1993
- Místa s tajemstvím, Koniasch Latin Press, 1994